# 창문 넘어 도망친 100세 노인
《창문 넘어 도망친 100세 노인》(스웨덴어: Hundraåringen som klev ut genom fönstret och försvann)은 요나스 요나손이 2009년에 발표한 소설로, 2013년, 동명의 이름으로 영화화되었다. 창문을 넘어 도망친 100세 노인의 주인공인 알란 칼손이라는 남자가 겪게 되는 이야기가 이 책의 주요 내용이다.
속편은 셈을 할 줄 아는 까막눈이 여자이다.